# Killing house
La killing house ("casa delle uccisioni" in lingua inglese) è un luogo dove si svolgono esercitazioni sull'uso delle armi, utilizzata maggiormente da alcune unità speciali dell'esercito e della polizia.

## Storia e descrizione
La killing house venne concepita per la prima volta in Regno Unito dallo Special Air Service inglese, allo scopo di garantire forza e concentrazione ai membri del Reggimento durante le loro operazioni antiterrorismo di salvataggio-ostaggi. 
La killing house è generalmente un edificio a due piani con quattro camere su ogni livello. È stato progettato proprio come un edificio normale, con mobili, quadri e servizi igienici. È soprattutto un edificio unico, nel senso che è dotato di pareti rivestite di gomma speciali per assorbire proiettili, aspiratori per cancellare i fumi della pistola e videocamere piazzate negli angoli per registrare l'azione nelle camere. Ogni camera dispone di almeno un bersaglio di metallo.
La killing house, oltre per il SAS, è stata anche adottata da alcune forze speciali di diverse nazionalità, che comprendono Navy SEAL, Delta Force, FBI, SWAT statunitensi, Specnaz russo, GIGN francese e Sayeret Matkal israeliano.

## Curiosità
La killing house compare anche nel videogioco della Activision Call of Duty 4: Modern Warfare nel livello 1 "F.N.G".